# Bugnières
Bugnières és un municipi francès situat al departament de l'Alt Marne i a la regió del Gran Est. L'any 2007 tenia 152 habitants.

## Demografia

### Població
El 2007 la població de fet de Bugnières era de 152 persones. Hi havia 65 famílies de les quals 16 eren unipersonals (8 homes vivint sols i 8 dones vivint soles), 29 parelles sense fills, 12 parelles amb fills i 8 famílies monoparentals amb fills.
La població ha evolucionat segons el següent gràfic:
Habitants censats

### Habitatges
El 2007 hi havia 84 habitatges, 65 eren l'habitatge principal de la família, 10 eren segones residències i 9 estaven desocupats. 77 eren cases i 7 eren apartaments. Dels 65 habitatges principals, 49 estaven ocupats pels seus propietaris, 15 estaven llogats i ocupats pels llogaters i 1 estava cedit a títol gratuït; 1 tenia una cambra, 1 en tenia dues, 1 en tenia tres, 15 en tenien quatre i 47 en tenien cinc o més. 56 habitatges disposaven pel capbaix d'una plaça de pàrquing. A 30 habitatges hi havia un automòbil i a 28 n'hi havia dos o més.

### Piràmide de població
La piràmide de població per edats i sexe el 2009 era:
| Homes | Edats   | Dones |
| ----- | ------- | ----- |
| 0     | 95 o +  | 0     |
| 0     | 90 a 94 | 0     |
| 0     | 85 a 89 | 0     |
| 0     | 80 a 84 | 0     |
| 4     | 75 a 79 | 0     |
| 4     | 70 a 74 | 8     |
| 4     | 65 a 69 | 0     |
| 8     | 60 a 64 | 0     |
| 4     | 55 a 59 | 4     |
| 8     | 50 a 54 | 12    |
| 0     | 45 a 49 | 4     |
| 4     | 40 a 44 | 0     |
| 8     | 35 a 39 | 8     |
| 4     | 30 a 34 | 8     |
| 4     | 25 a 29 | 0     |
| 0     | 20 a 24 | 8     |
| 0     | 15 a 19 | 0     |
| 8     | 10 a 14 | 0     |
| 12    | 5 a 9   | 4     |
| 0     | 0 a 4   | 0     |

## Economia
El 2007 la població en edat de treballar era de 95 persones, 66 eren actives i 29 eren inactives. De les 66 persones actives 62 estaven ocupades (36 homes i 26 dones) i 4 estaven aturades (4 dones i 4 dones). De les 29 persones inactives 17 estaven jubilades, 5 estaven estudiant i 7 estaven classificades com a «altres inactius».

### Ingressos
El 2009 a Bugnières hi havia 63 unitats fiscals que integraven 154 persones, la mediana anual d'ingressos fiscals per persona era de 15.976 €.

### Activitats econòmiques
Dels 4 establiments que hi havia el 2007, 3 eren d'empreses de construcció i 1 d'una empresa de comerç i reparació d'automòbils.
Dels 3 establiments de servei als particulars que hi havia el 2009, 1 era un paleta, 1 fusteria i 1 lampisteria.
L'any 2000 a Bugnières hi havia 5 explotacions agrícoles.

## Poblacions més properes
El següent diagrama mostra les poblacions més properes.